# Kasztanowiec

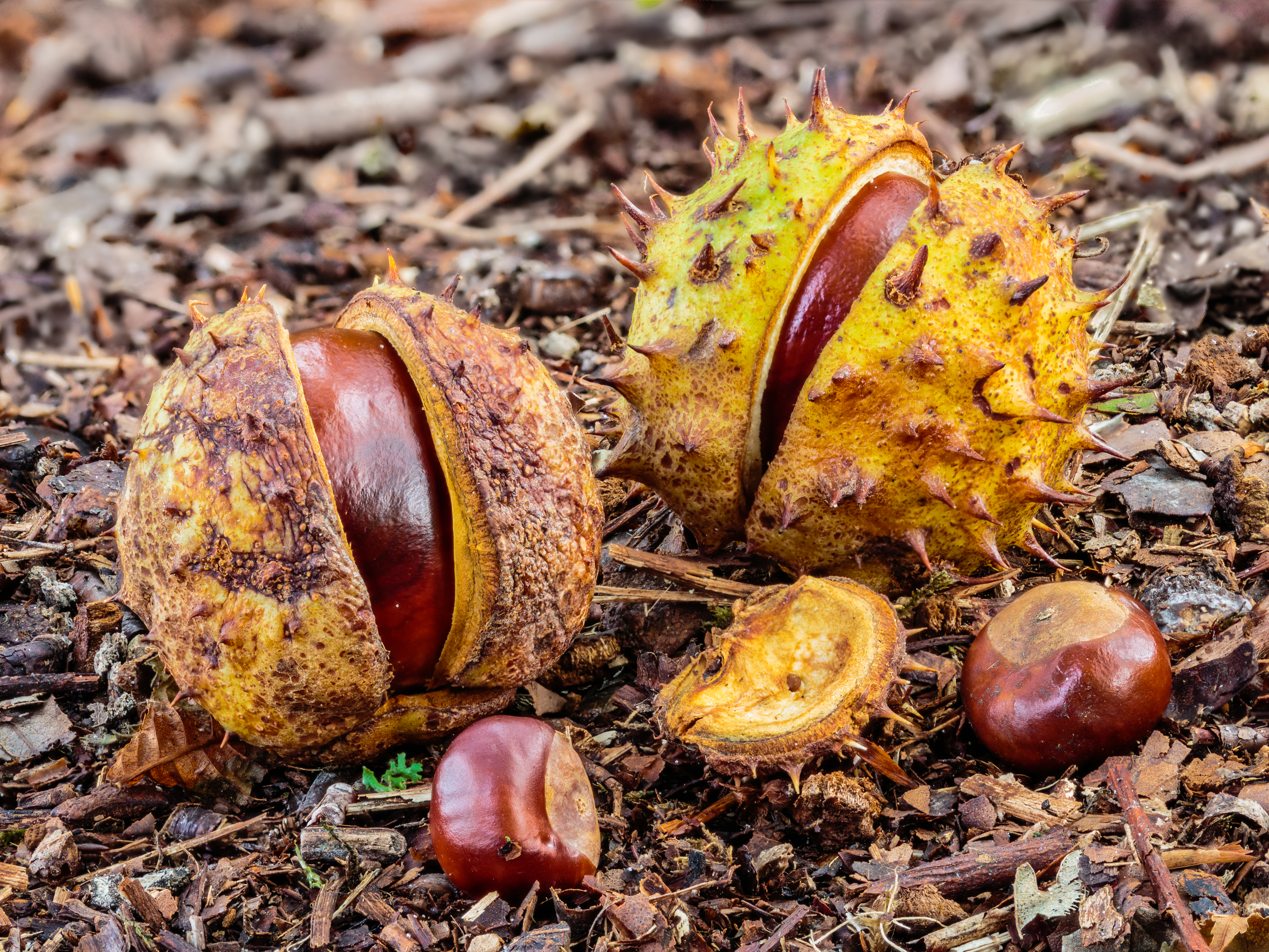
Owoce i nasiona kasztanowca pospolitego

Kasztanowiec (Aesculus L.) – rodzaj drzew, rzadziej krzewów należących do rodziny mydleńcowatych (Sapindaceae). Obejmuje w zależności od ujęcia systematycznego od 12 do ok. 19–20 gatunków. Rośliny te występują w naturze w południowo-wschodniej Europie (jeden gatunek – kasztanowiec pospolity A. hippocastanum), w Azji na obszarze od Himalajów po Japonię (4 gatunki) oraz w Ameryce Północnej (7 gatunków). W Polsce wszystkie gatunki są introdukowane przez człowieka – powszechnie uprawiany i dziczejący jest kasztanowiec pospolity. Rzadziej w uprawie spotykany jest kasztanowiec czerwony A. × carnea i żółty A. flava, a bardzo rzadko, głównie w kolekcjach botanicznych pozostałe gatunki.
Niektóre gatunki zawierają toksyczne saponiny (np. kasztanowiec pospolity, żółty i indyjski), nasiona wykorzystywane jako jadalne (zwłaszcza w przypadku kasztanowca kalifornijskiego). Niektóre dostarczają cenionego drewna (zwłaszcza kasztanowiec żółty i gładki). Różne gatunki w różnym zakresie używane były jako lecznicze (także w weterynarii), często są także sadzone jako drzewa i krzewy ozdobne, a ich duże kuliste nasiona wykorzystywane są do zabaw przez dzieci.

## Morfologia

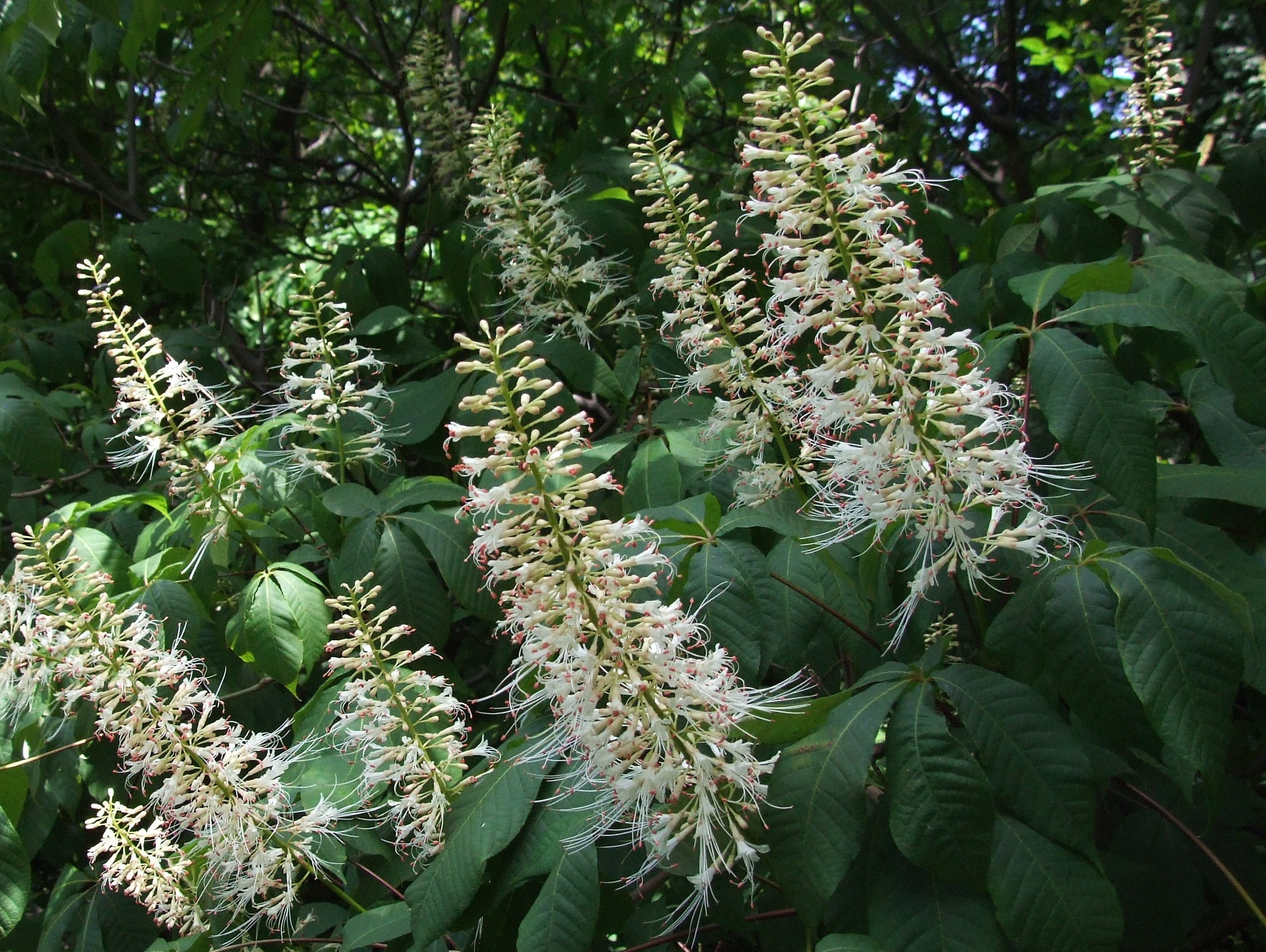
Kasztanowiec drobnokwiatowy

PokrójKrzewy (kasztanowiec drobnokwiatowy) i drzewa, wśród których największe to kasztanowiec pospolity i japoński osiągające do 30, rzadko do 40 m wysokości. Pąki zimowe duże, kleiste (gatunki azjatyckie oraz kasztanowiec pospolity i kalifornijski) lub suche (pozostałe gatunki amerykańskie).
LiścieSezonowe, ustawione naprzeciwlegle, na długich ogonkach osadzona jest dłoniastodzielna blaszka, złożona z 5–9 (rzadko 11) listków. Listki osadzone są na ogonkach, tylko u kasztanowca pospolitego i japońskiego są siedzące. Listki są najszersze w połowie lub w górnej połowie, piłkowane i zaostrzone. Za młodu liście są owłosione, z wiekiem stają się nagie. U niektórych gatunków od spodu są sinawe. Jesienią przebarwiają się na żółto i brązowo, rzadko (kasztanowiec gładki) na pomarańczowo i czerwono.
KwiatyObupłciowe lub rozdzielnopłciowe w tym samym kwiatostanie, zazwyczaj zebrane w okazałe, wyprostowane wiechy o wysokości do 30 cm, stożkowate lub walcowate. Działki dzwonkowatego lub rurkowatego kielicha występują w liczbie 4 lub 5, są u dołu zrośnięte. Płatki korony w liczbie 4 lub 5 są rozpostarte, szerokie w górnej części, zwężone u dołu w paznokieć albo wąskie i stulone. Płatki są często nierównej długości, białe (zwykle z żółtymi i czerwonymi wzorami) żółte, czerwonawe i czerwone. Pręcików jest 5–8, zwykle dłuższe, czasme krótsze od płatków. Zalążnia górna, trójkomorowa, w każdej komorze z dwoma zalążkami, szyjka słupka pojedyncza, długa, zakończona kulistawym, wgłębionym znamieniem, czasem nieznacznie rozdzielającym się na krótkie łatki.
OwoceKulistawe, gruszkowate lub jajowate torebki, o owocni skórzastej, barwy zielonej lub brązowej, u części gatunków kolczastej, rozpadającej się po dojrzeniu na trzy części. Nasiona okazałe (o średnicy 2–7 cm), w liczbie od jednego do trzech, brązowe z jasnym znacznikiem (hilum).

## Systematyka
Pozycja systematyczna rodzaju
Rodzaj kasztanowiec Aesculus, wraz z rodzajem Billia, wyodrębniany był w rodzinę kasztanowcowatych Hippocastanaceae (m.in. w systemie Cronquista z 1981). Nowsze systemy klasyfikacyjne roślin okrytonasiennych nie wyróżniają tej rodziny (APG I, APG II i kolejne, APweb, system Reveala z 2007). Rodzaj kasztanowiec zaliczany jest do plemienia Hippocastaneae (DC.) Dumort. (1827) z podrodziny Hippocastanoideae Burnett (1835) wchodzącej w skład rodziny mydleńcowatych Sapindaceae. Wyodrębnienie rodziny kasztanowcowatych zmienia mydleńcowate w takson parafiletyczny.
Podział rodzaju
Rodzaj obejmuje w zależności od ujęcia systematycznego od 12 do ok. 19–20 gatunków. Różnicę powoduje różne ujmowanie 7 taksonów ze wschodniej Azji w obrębie sekcji Calothyrsus. Na podstawie kryteriów morfologicznych w obrębie rodzaju wyróżnianych jest tradycyjnie 5 sekcji: Aesculus – pąki zimowe ciemnobrązowe, lepkie, listki bezogonkowe (A. hippocastanum i A. turbinata), Calothyrsus – pąki zimowe ciemnobrązowe, lepkie, listki na ogonkach (gatunki azjatyckie i A. californica), pozostałe sekcje obejmują gatunki amerykańskie o pąkach jasnobrązowych i suchych: Macrothyrsus (tylko A. parviflora), Pavia i Parryana. Analizy molekularne wykazały podział rodzaju na cztery główne klady. Jeden odpowiada sekcji Aesculus, drugi sekcji Calothyrsus z wyłączeniem A. californicum, trzeci obejmuje Macrothyrsus wraz z A. californicum i czwarty z pozostałymi gatunkami amerykańskimi (sekcje Pavia i Parryana).
Wykaz gatunków
- Aesculus assamica Griff.
- Aesculus × bushii C.K.Schneid. – kasztanowiec Busha
- Aesculus californica (Spach) Nutt. – kasztanowiec kalifornijski
- Aesculus × carnea Zeyh. – kasztanowiec czerwony
- Aesculus chinensis Bunge
- Aesculus flava Sol. – kasztanowiec żółty
- Aesculus glabra Willd. – kasztanowiec gładki
- Aesculus hippocastanum L. – kasztanowiec pospolity
- Aesculus × hybrida DC. – kasztanowiec mieszańcowy
- Aesculus indica (Wall. ex Cambess.) Hook. – kasztanowiec indyjski
- Aesculus × marylandica Booth ex Dippel – kasztanowiec marylandzki
- Aesculus × mutabilis (Spach) Scheele – kasztanowiec zmienny
- Aesculus × neglecta Lindl. – kasztanowiec plamisty
- Aesculus parryi A.Gray
- Aesculus parviflora Walter – kasztanowiec drobnokwiatowy
- Aesculus pavia L. – kasztanowiec krwisty
- Aesculus sylvatica W.Bartram – kasztanowiec leśny
- Aesculus turbinata Blume – kasztanowiec japoński
- Aesculus × woerlitzensis Koehne – kasztanowiec werlicki